# Gran Premio de Quebec 2018
La 9.ª edición de la clásica ciclista Gran Premio de Quebec se celebró en Canadá el 7 de septiembre de 2018 por los alrededores de la ciudad de Quebec, al que se le dieron 16 vueltas para completar un recorrido de 201,6 kilómetros.
La carrera formó parte del UCI WorldTour 2018, siendo la trigésima tercera competición del calendario de máxima categoría mundial, y fue ganada por el australiano Michael Matthews del Sunweb. Completaron el podio, como segundo y tercer clasificado respectivamente, los belgas Greg Van Avermaet del BMC Racing y Jasper Stuyven del Trek-Segafredo.

## Recorrido
El Gran Premio de Quebec dispuso de un recorrido total de 201,6 kilómetros, donde los ciclistas en la parte final disputaron un circuito de 16 vueltas de 12,6 kilómetros hasta la línea de meta.

## Equipos participantes
Tomaron parte en la carrera 21 equipos: 18 de categoría UCI WorldTour 2018 invitados por la organización; 2 de categoría Profesional Continental y la selección nacional de Canadá. Formando así un pelotón de 146 ciclistas de los que acabaron 123. Los equipos participantes fueron:
| WorldTeams (18)- AG2R La Mondiale - Astana - Bahrain-Merida - BMC Racing Team - Bora-Hansgrohe - Groupama-FDJ - Mitchelton-Scott - Movistar Team - Quick-Step Floors - Dimension Data - EF Education First-Drapac p/b Cannondale - Lotto Soudal - Lotto NL-Jumbo - Sky - Team Sunweb - Trek-Segafredo - UAE Team Emirates - Katusha-Alpecin Equipos continentales profesionales (2)- Israel Cycling Academy - Rally Cycling Equipo nacional- Canadá |
| |

## Clasificaciones finales
- Las clasificaciones finalizaron de la siguiente forma:[3]

### Clasificación general
| \| Clasificación general \| Clasificación general \| Clasificación general \| Clasificación general \| Clasificación general \| \| Ciclista \| Ciclista \| Equipo \| Tiempo \| \| \| --------------------- \| --------------------- \| --------------------- \| --------------------- \| --------------------- \| \| 1.º \| Michael Matthews \| Team Sunweb \| 5 h 04 min 17 s \| \| \| 2.º \| Greg Van Avermaet \| BMC Racing Team \| + 0 s \| \| \| 3.º \| Jasper Stuyven \| Trek-Segafredo \| + 0 s \| \| \| 4.º \| Timo Roosen \| LottoNL-Jumbo \| + 0 s \| \| \| 5.º \| Patrick Konrad \| Bora-Hansgrohe \| + 0 s \| \| \| 6.º \| Zdeněk Štybar \| Quick-Step Floors \| + 0 s \| \| \| 7.º \| Arthur Vichot \| Groupama-FDJ \| + 0 s \| \| \| 8.º \| Nathan Haas \| Katusha-Alpecin \| + 0 s \| \| \| 9.º \| Michael Valgren \| Astana \| + 0 s \| \| \| 10.º \| Anthony Roux \| Groupama-FDJ \| + 0 s \| \| |                   |                   |                 |
| |                   |                   |                 |
| Fuente: ProCyclingStats |                   |                   |                 |
| Clasificación general |                   |                   |                 |
| Ciclista | Ciclista          | Equipo            | Tiempo          |
| 1.º | Michael Matthews  | Team Sunweb       | 5 h 04 min 17 s |
| 2.º | Greg Van Avermaet | BMC Racing Team   | + 0 s           |
| 3.º | Jasper Stuyven    | Trek-Segafredo    | + 0 s           |
| 4.º | Timo Roosen       | LottoNL-Jumbo     | + 0 s           |
| 5.º | Patrick Konrad    | Bora-Hansgrohe    | + 0 s           |
| 6.º | Zdeněk Štybar     | Quick-Step Floors | + 0 s           |
| 7.º | Arthur Vichot     | Groupama-FDJ      | + 0 s           |
| 8.º | Nathan Haas       | Katusha-Alpecin   | + 0 s           |
| 9.º | Michael Valgren   | Astana            | + 0 s           |
| 10.º | Anthony Roux      | Groupama-FDJ      | + 0 s           |

## UCI World Ranking
El Gran Premio de Quebec otorga puntos para el UCI WorldTour 2018 y el UCI World Ranking, este último para corredores de los equipos en las categorías UCI ProTeam, Profesional Continental y Equipos Continentales. Las siguientes muestran el baremo de puntuación y los 10 corredores que obtuvieron puntos:
| Posición   | 1.º | 2.º | 3.º | 4.º | 5.º | 6.º | 7.º | 8.º | 9.º | 10.º | 11.º | 12.º | 13.º | 14.º | 15.º | 16.º-20.º | 21.º-30.º | 31.º-50.º | 51.º-55.º | 56.º-60.º |
| Puntuación | 500 | 400 | 325 | 275 | 225 | 175 | 150 | 125 | 100 | 85   | 70   | 60   | 50   | 40   | 35   | 30        | 20        | 10        | 5         | 3         |

| Clasificación |                   |                    |        |
| Posición      | Ciclista          | Equipo             | Puntos |
| ------------- | ----------------- | ------------------ | ------ |
| 1.º           | Michael Matthews  | Sunweb             | 500    |
| 2.º           | Greg Van Avermaet | BMC Racing         | 400    |
| 3.º           | Jasper Stuyven    | Trek-Segafredo     | 325    |
| 4.º           | Timo Roosen       | Team LottoNL-Jumbo | 275    |
| 5.º           | Patrick Konrad    | Bora-Hansgrohe     | 225    |
| 6.º           | Zdeněk Štybar     | Quick-Step Floors  | 175    |
| 7.º           | Arthur Vichot     | Groupama-FDJ       | 150    |
| 8.º           | Nathan Haas       | Katusha-Alpecin    | 125    |
| 9.º           | Michael Valgren   | Astana             | 100    |
| 10.º          | Anthony Roux      | Groupama-FDJ       | 85     |